# 富日雷
富日雷（法語：Fougeré，法語發音：[fuʒʁe] ⓘ）是法国卢瓦尔河地区大区旺代省的一个市镇，位于该省中部，省会永河畔拉罗什以东大约12公里，属于永河畔拉罗什区和永河畔拉罗什城市圈公共社区。

## 地理
富日雷（46°39'30"N, 1°13'57"W）面积26.89 平方千米，位于法国卢瓦尔河地区大区旺代省，该省份为法国西部沿海省份，北起大西洋卢瓦尔省和曼恩-卢瓦尔省，西临大西洋，南至滨海夏朗德省，东部及东南部与德塞夫勒省接壤。
与富日雷接壤的市镇（或旧市镇、城区）包括：布尔讷佐、拉谢兹勒维孔特、圣伊莱尔勒武伊、圣马丹德努瓦耶、托里尼。
富日雷的时区为UTC+01:00、UTC+02:00（夏令时）。

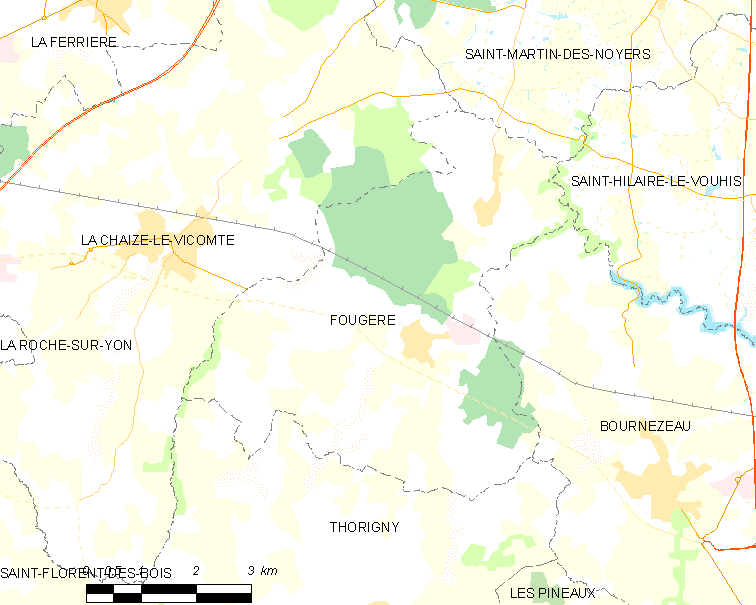
富日雷的OSM定位图

## 行政
富日雷的邮政编码为85480，INSEE市镇编码为85093。

## 政治
富日雷所属的省级选区为尚托奈县。

## 人口

1962-2008年间富日雷人口变化图示

富日雷于2022年1月1日时的人口数量为1242人。